# Vittorito

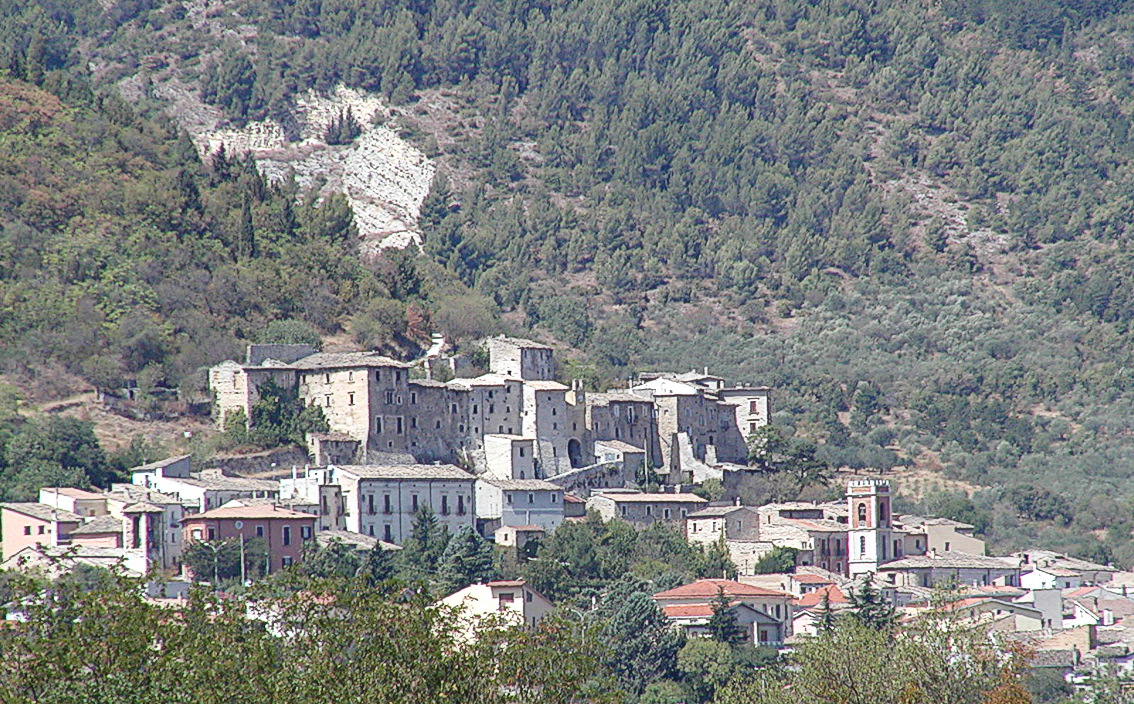
Blick auf Vittorito

Vittorito ist eine italienische Gemeinde (comune) in der Provinz L’Aquila in den Abruzzen. Die Gemeinde zählte (Stand 31. Dezember 2023) 819 Einwohner und liegt etwa 43 Kilometer südöstlich von L’Aquila, gehört zur Comunità montana Peligna und grenzt unmittelbar an die Provinz Pescara. Der Aterno bildet die östliche Gemeindegrenze.